# Rey de las ratas

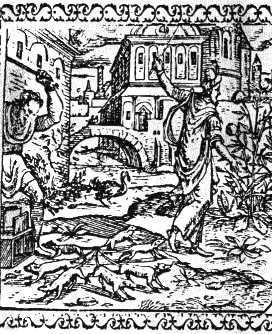
Ilustración mostrando un rey de las ratas.

La expresión rey de las ratas se refiere a un fenómeno de entrecruzamiento de colas de diversas ratas en un nudo. Según la leyenda, un «rey de las ratas» aparecería cuando un cierto número de ratas que conviven en recintos de pequeñas dimensiones pueden quedar entrelazados y atados irremediablemente entre sí, debido a la sangre o a los excrementos o a la suciedad reseca que se impregna en los rabos, formando un nudo imposible de deshacer. Los animales así enlazados pueden vivir y crecer juntos. El «rey de las ratas» ejerce una cierta autoridad sobre las otras ratas, consiguiendo, por ejemplo, que le consigan comida. La mayoría de los investigadores creen que este fenómeno es legendario o ha sido creado por la manipulación consciente por parte de seres humanos, que atan las colas de ratas muertas y las momifican. Por otra parte, la causa podría ser que las crías de rata ocupaban espacios pequeños de algunos edificios, acabando unidas entre sí. Sin embargo, la conducta natural de las ratas, que normalmente buscan su propia comodidad, contradice esta teoría.

## Descubrimientos
El informe documental más temprano de la existencia del «rey de las ratas» proviene del año 1564, y para el siglo XVIII el fenómeno dejó de comentarse. Existen descripciones muy escasas del fenómeno ya en el siglo XX y se explica que en parte es debido a las mejoras en la higiene en las casas y al desplazamiento de las ratas a otros hábitats. Dos de los más recientes descubrimientos fueron los que tuvieron lugar el 16 de enero de 2005 en Võrumaa, Estonia y el 21 de octubre de 2021, también en Estonia.

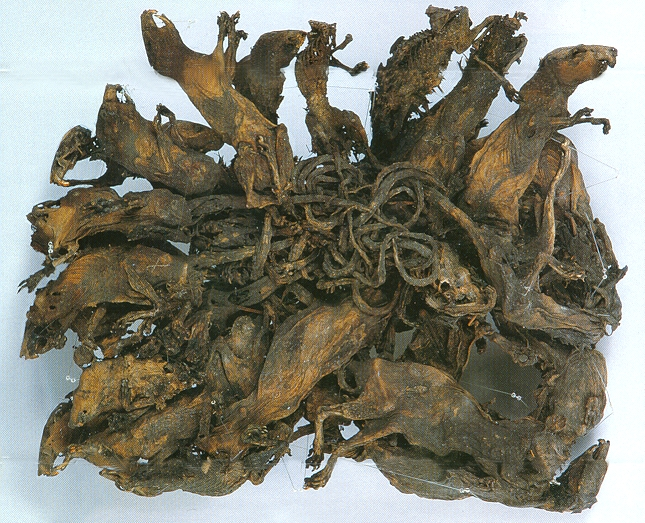
Un ejemplo de «rey de las ratas» o Rattenkönig del museo Mauritianum en Altemburgo.

Las personas en la antigüedad, cuando descubrían un «rey de las ratas», generalmente lo mataban rápidamente, debido en parte al miedo y a la superstición que conllevaba su repentina aparición. Hay diferentes descubrimientos momificados de un «rey de las ratas» en el museo Mauritianum, en Altemburgo (Turingia, estado federal de Alemania), en el que se puede ver un "conjunto" de 32 ratas entrelazadas por sus extremidades inferiores, convirtiéndose en el ejemplo más conocido de «rey de las ratas» (o Rattenkönig en alemán). Fue encontrado en el año 1828 en la chimenea de un molinero. Preparaciones de rey de las ratas conservadas en alcohol se pueden encontrar en los museos de Hamburgo, Hamelín y Stuttgart. No obstante, el número de encuentros de estos Rattenkönig es pequeño. Dependiendo de la fuente el número descrito de encuentros puede variar entre 35 y 50.

## Apariciones conocidas y ejemplares de exposición

### Encuentros
- 1748: Müller Johann Heinrich Jäger en su molino: 18 individuos vivos.
- 1775: 16 individuos en Lindenau en Leipzig[6].
- En el año 1822, se hallaron en Döllstädt dos agrupaciones de Rattenkönige: Uno de 14 y el otro de 28 individuos.
- En 1828, en Buchheim, en Eisenberg (Turingia): descubierto cuando se procedía a la demolición de una chimenea de un molinero, la aparición fue de un grupo de 32 muertos ya momificados, que hoy en día se exponen en el Museo Mauritianum en Altemburgo.
- 1895: 10 individuos, que hoy en día pueden verse en el museo de Estrasburgo.
- 1899: 7 individuos, que hoy en día pueden verse en el museo de Châteaudun.
- 23 de marzo de 1918 en Bogor en la isla de Java: 10 individuos de ratas de campo (Rattus brevicaudatus).
- En febrero de 1963, en Países Bajos un campesino llamado P. van Nijnatten en Rucphen, Holanda: 7 individuos.
- 10 de abril de 1986, en Maché, Francia: 9 individuos, hoy en día expuestos en el museo de Nantes.
- 16 de enero de 2005, en Võrumaa, Estonia: 16 individuos (5-9 vivos).
- 21 de octubre de 2021, en Tartu, Estonia.[2] 13 individuos.[3]

### Preparados
- Museo Mauritianum, Altemburgo: 32 individuos momificados, encontrados en el año 1828.
- Hamburgo, en el Instituto Zoológico (Zoologisches Institut der Universität Hamburg), en alcohol.
- Gotinga, en el Museo Zoológico (Zoologisches Museum der Universität Göttingen), preparado en alcohol con detalles en rayos X.
- Stuttgart, en alcohol.
- Museo de Nantes, en la ciudad de Nantes: 9 individuos, encontrado en el año 1986.
- Museo de Estrasburgo: 10 individuos, encontrado en el año 1895.
- Museo de Châteaudun: 7 individuos, encontrado en el año 1899.